# Luis Alcoriza
Pour les articles homonymes, voir Alcoriza et De la Vega.
Luis Alcoriza de la Vega, né probablement le 5 septembre 1918, (d'autres sources indiquent 1920 ou plus) à Badajoz (Espagne) et mort le 3 décembre 1992 à Cuernavaca (Mexique), est un scénariste, réalisateur et acteur hispano-mexicain.

## Biographie
Fils d'un couple de comédiens espagnols, Luis Alcoriza s'installe au Mexique au moment de la Guerre civile espagnole. Il débute comme acteur de théâtre et de cinéma et joue dans plus d'une quinzaine de rôles, dont celui du Christ dans María Magdalena et Reina de reinas de Miguel Contreras Torres en 1945. Il apprend le métier de scénariste auprès du réalisateur américain Norman Foster et devient le collaborateur de Luis Buñuel dans huit de ses films. 
Il fait ses débuts de réalisateur avec Los jóvenes en 1960, film où l'univers des adolescents de la capitale est décrit avec sobriété et maturité. Dans le cadre d'un cinéma mexicain en crise et sclérosé, il s'impose comme un cinéaste original avec sa trilogie, Tlayucan (1961), Pêcheurs de requins (1962) et Toujours plus loin (1964) dans lequel Alcoriza « récupère le monde complexe des cultures indigènes, en même temps qu'il dénonce l'exploitation et la marginalisation des Indiens par l'homme blanc. » À la différence de son compatriote Buñuel, Alcoriza s'intégrera plus profondément à la réalité de son pays adoptif.

## Filmographie

### Comme scénariste
- 1946 : El ahijado de la muerte
- 1947 : Una extraña mujer
- 1948 : Nocturno de amor
- 1948 : Enrédate y verás
- 1948 : Flor de caña
- 1949 : Negra consentida
- 1949 : Los amores de una viuda
- 1949 : Le Grand Noceur (El gran calavera) de Luis Buñuel
- 1949 : Un cuerpo de mujer
- 1950 : Tú, solo tú
- 1950 : La liga de las muchachas
- 1950 : Hipólito el de Santa
- 1950 : Mala hembra
- 1950 : Si me viera don Porfirio
- 1950 : Huellas del pasado
- 1950 : Los olvidados de Luis Buñuel
- 1951 : La hija del engaño
- 1951 : Los enredos de una gallega
- 1951 : Canasta uruguaya
- 1951 : Anillo de compromiso
- 1952 : Hambre nuestra de cada día
- 1952 : Carne de presidio
- 1953 : L'Enjôleuse (El Bruto) de Luis Buñuel
- 1953 : No te ofendas, Beatriz
- 1953 : Tourments (Él) de Luis Buñuel
- 1954 : La ilusión viaja en tranvía
- 1954 : La visita que no tocó el timbre
- 1954 : Sombra verde
- 1955 : ...Y mañana serán mujeres
- 1955 : La vida no vale nada
- 1955 : El río y la muerte
- 1956 : El rey de México
- 1956 : El inocente
- 1956 : La Mort en ce jardin de Luis Buñuel
- 1957 : Morir de pie
- 1958 : A media luz los tres
- 1958 : Escuela de rateros
- 1959 : El cariñoso
- 1959 : El hombre de alazán
- 1959 : La fièvre monte à El Pao de Luis Buñuel
- 1959 : El toro negro
- 1960 : El esqueleto de la señora Morales de Rogelio A. González
- 1960 : Los jóvenes
- 1961 : Guantes de oro
- 1961 : ¡Suicídate, mi amor!
- 1962 : L'Ange exterminateur (El ángel exterminador) de Luis Buñuel
- 1962 : Tlayucan
- 1963 : Pêcheurs de requins (Tiburoneros)
- 1963 : Safo'63
- 1965 : El gángster
- 1964 : Toujours plus loin (Tarahumara)
- 1966 : Divertimentos: Juego peligroso
- 1968 : La puerta y la mujer del carnicero
- 1968 : Romeo contra Julieta
- 1969 : Persiguelas y alcanzalas
- 1970 : Pancho Tequila
- 1970 : El oficio mas antiguo del mundo
- 1970 : Paraíso
- 1971 : La chamuscada
- 1972 : Mecánica nacional
- 1974 : El muro del silencio
- 1975 : Presagio
- 1975 : Las fuerzas vivas
- 1979 : En la trampa
- 1981 : Semana santa en Acapulco
- 1982 : Tac-tac
- 1983 : El amor es un juego extraño
- 1987 : Lo que importa es vivir
- 1988 : Viacrucis nacional-Día de difuntos
- 1990 : La sombra del ciprés es alargada
- 1994 : 7000 días juntos
- 1996 : Pesadilla para un rico

### Comme réalisateur
- 1961 : Los jóvenes
- 1962 : Tlayucan
- 1963 : Pêcheurs de requins (Tiburoneros)
- 1964 : Amor y sexo
- 1965 : El gángster
- 1965 : Toujours plus loin (Tarahumara)
- 1967 : Juego peligroso
- 1968 : La Puerta y la mujer del carnicero
- 1970 : El oficio mas antiguo del mundo
- 1970 : Paraíso
- 1972 : Mecánica nacional
- 1974 : El muro del silencio
- 1974 : Fe, esperanza y caridad
- 1975 : Presagio
- 1975 : Las fuerzas vivas
- 1980 : A paso de cojo
- 1981 : Semana santa en Acapulco
- 1982 : Tac-tac
- 1983 : El amor es un juego extraño
- 1985 : Terror y encajes negros
- 1987 : Lo que importa es vivir
- 1988 : Día de Muertos
- 1990 : La sombra del ciprés es alargada

### Comme acteur
- 1941 : La torre de los suplicios
- 1942 : La vírgen morena
- 1943 : Los miserables
- 1943 : El rayo del sur
- 1944 : San Francisco de Asís
- 1944 : Nana : De Fauchery
- 1944 : Rosa de las nieves
- 1945 : Sierra Morena
- 1945 : El capitán Malacara
- 1946 : María Magdalena : Jesus Christ
- 1948 : Reina de reinas: La Virgen María : Jesús el Nazareno
- 1948 : La casa de la Troya
- 1948 : Flor de caña
- 1949 : Le Grand Noceur (El gran calavera) : Alfredo
- 1950 : Tú, solo tú
- 1950 : La liga de las muchachas